# Minestrone
Minestrone er en tyk italiensk suppe af grøntsager og ofte med pasta eller ris. Der findes ingen fast opskrift, idet den oftest laves på friske grøntsager som bønner, løg, selleri, gulerødder, tomat, oregano, timian og fond på grøntsager eller kød.
Suppen serveres ofte med parmesanost og brød.